# Vincent de Paul Kwanga Njubu
Vincent de Paul Kwanga Njubu (* 24. Januar 1956 in Budi, Demokratische Republik Kongo) ist ein römisch-katholischer Geistlicher und Bischof von Manono.

## Leben
Vincent de Paul Kwanga Njubu empfing am 31. August 1985 durch den Bischof von Kongolo, Jérôme Nday Kanyangu Lukundwe, das Sakrament der Priesterweihe für das Bistum Kongolo.
Am 18. März 2005 ernannte ihn Papst Johannes Paul II. zum Bischof von Manono. Der Bischof von Kongolo, Jérôme Nday Kanyangu Lukundwe, spendete ihm am 18. Juni desselben Jahres die Bischofsweihe; Mitkonsekratoren waren der Apostolische Nuntius in der Demokratischen Republik Kongo, Erzbischof Giovanni d’Aniello, und der Bischof von Kamina, Jean-Anatole Kalala Kaseba.